# Астровые (триба)
Астровые (лат. Asteréae) — триба цветковых растений подсемейства Астровые (Asteroideae) семейства Астровые (Asteraceae).

## Морфологическое описание
Корзинки гетеро- или гомогамные; краевые цветки часто язычковые; внутренние цветки (цветки диска) трубчатые. Цветоложе без прицветников. Пыльники у основания обычно притулённые, без придатков. Ветви столбика сплюснутые, на верхушке от острых до туповатых, с рыльцевой поверхностью краевой и обычно не достигающей верхушки ветвей. Пыльца гелиантоидного типа. Семянки на верхушке с хохолком из шероховатых щетинок, редко без хохолка. Листья очерёдные, обычно с цельными пластинками.

## Роды, входящие в трибу Астровые
Список родов, произрастающих на территории флоры Восточной Европыː
- Aster L. — Астра
- Baccharis L. — Бакхарис
- Brachyactis Ledeb. — Коротколучник
- Bellidastrum Scop. — Маргариточник
- Bellis L. — Маргаритка
- Callistephus Cass. — Каллистефус
- Conysa Less. — Мелколепестничек
- Conyzanthus Tamamsch. — Конизантус
- Erigeron L. — Мелколепестник
- Galatella Cass. — Солонечник
- Grindelia Willd. — Гринделия
- Heteropappus Less. — Гетеропаппус
- Phalacroloma Cass. — Тонколучник
- Solidago L. — Золотарник
- Tripolium Ness — Триполиум